# Oliver Fio
Oliver Fio (Fijo) (Pula, 23. siječnja 1915. – Split, 21. siječnja 1987.), hrvatski pomorski ekonomist i pisac. Pridonio je razvoju pomorskog školstva u Splitu i Zadru.
U Splitu je završio klasičnu gimnaziju, a u Kotoru 1933. pomorsko-trgovačku akademiju, nakon čega je radio kao pomorski časnik na brodovima Pomorske financijske kontrole i službovao u Lučkoj kapetaniji u Splitu do 1946. godine. Godine 1946. položio je u Kotoru za kapetana duge plovidbe. Diplomirao je u Rijeci 1953. na Višoj pomorskoj školi, a 1963. je doktorirao na Pomorsko-ekonomskom fakultetu u Napulju. U Splitu poslije rata bio upravitelj Pomorskog muzeja 1946. – 1981. i direktor Zavoda za pomorstvo JAZU.
Predavao je pomorske predmete na visokim školama. Proučavao pomorsku povijest, povijest brodarstva, pomorsko gospodarstvo hrvatskih krajeva, utjecaj ekonomskih činitelja agropedologije na pomorsku orijentaciju stanovnika pojedinih regija i razvoj pomorskog školstva na Jadranu i bavio se suvremenom pomorsko-gospodarskom tematikom. Napisao je mnoge monografije i članke.
Zaslužan je za moderniziranje splitskoga Pomorskog muzeja, za osnivanje pomorskih muzeja u Orebićima, Zadru i Starom Gradu na Hvaru i za očuvanje pomorskih arhiva u Orebiću i Hvaru. Bio je urednik časopisa Jadranska straža, a jedan je od osnivača i potom urednik glasila Pomorstvo. Surađivao je u Pomorskom zborniku, na Pomorskoj enciklopediji i HBL LZ, bio je član društava za proučavanje i unapređenje pomorstva, dopisni član Nacionalne akademije za pomorske znanosti u Genovi te jedan od utemeljitelja Međunarodnog instituta za pomorsku kulturu.

## Vanjske poveznice
- Oliver Fio Hrvatska tehnička enciklopedija, portal hrvatske tehničke baštine. LZMK